# Agapito García Dávila
Agapito García Dávila y Gutiérrez (Cadereyta Jiménez, Nuevo León, 1812 - Cadereyta Jiménez, 30 de septiembre de 1890) fue un político mexicano que fue gobernador del Estado de Nuevo León y varias veces alcalde de su ciudad natal.

## Biografía
Nació en Cadereyta Jiménez, Nuevo León, en 1812, siendo hijo de Vicente García Dávila y de Antonia Gutiérrez. Agapito García Dávila llegaría a ser alcalde de su ciudad natal en varias ocasiones.
En febrero de 1851 fue declarado gobernador constitucional de Nuevo León para el bienio 1851-1853. Durante su mandato se iniciaron las obras de reconstrucción del palacio de gobierno (febrero de 1852; asimismo, se continuó con la edificación del palacio municipal de Monterrey, obra que no se concluyó sino hasta 33 años después.
Una de las medidas tomadas por García Dávila en el terreno económico consistió en ordenar la suspensión del estanco del tabaco. En el ramo militar, nombró a Santiago Vidaurri representante de Nuevo León para que se coordinara con las fuerzas militares de Tamaulipas, Coahuila y Zacatecas a efecto de organizar un plan de defensa y seguridad contra los ataques de los indios.
A finales de 1852, con la promulgación del Plan del Hospicio, se inició en Guadalajara una sublevación que llevó a Santa Anna a ocupar la silla presidencial una vez más. La guarnición militar de Monterrey, encabezada por el coronel de artillería Onofre Díaz, secundó el movimiento; además, Díaz desconoció los mandos superiores y se autonombró comandante general de Coahuila y Nuevo León.
Para dar visos de legalidad a la sublevación, los insurrectos de Nuevo León elaboraron un acta en la que se exigía al gobernador que se uniera al movimiento. Agapito García Dávila se negó a apoyarlos y de inmediato presentó su renuncia (enero de 1853), con el ánimo de que se conservara la paz en el Estado.
Dos años después, en 1855, García Dávila fue prefecto del distrito de Cadereyta. En esa población radicó desde entonces y, en 1866, presidió la comisión del Ayuntamiento que recibió a las fuerzas del general Escobedo tras su triunfo en la batalla de Santa Gertrudis. Ahí, en Cadereyta, falleció el 30 de septiembre de 1890.